# Campo la Tehuixtlera
Campo la Tehuixtlera är en ort i Mexiko.   Den ligger i kommunen Xochitepec och delstaten Morelos, i den sydöstra delen av landet, 80 km söder om huvudstaden Mexico City. Campo la Tehuixtlera ligger 1 102 meter över havet och antalet invånare är 112.
Terrängen runt Campo la Tehuixtlera är kuperad åt nordost, men åt sydväst är den platt. Terrängen runt Campo la Tehuixtlera sluttar söderut. Runt Campo la Tehuixtlera är det tätbefolkat, med 591 invånare per kvadratkilometer. Närmaste större samhälle är Cuernavaca, 18,4 km norr om Campo la Tehuixtlera. I omgivningarna runt Campo la Tehuixtlera växer huvudsakligen savannskog.